# Centrale nucléaire KANUPP
La centrale nucléaire KANUPP (pour KArachi NUclear Power Plant) est située au bord de la mer d'Arabie à environ 25 km à l'ouest de Karachi dans la province du Sind au Pakistan.

## Description
La centrale KANUPP fait partie du complexe "KNPC" (Karachi Nuclear Power Complex). Elle appartient et elle est exploitée par l'autorité pakistanaise "PAEC" (Pakistan Atomic Energy Commission).
Cette centrale comporte un réacteur à l'arrêt et deux réacteurs opérationnels.
La tranche 1 est un réacteur à eau lourde pressurisée PHWR de type CANDU dont la capacité de production brute initiale était de 137 MW. Elle a été mise en service en 1971, en 2013 sa puissance a été réduite à 90 MW et son arrêt définitif eu lieu le 1er août 2021.
Les tranches 2 et 3 sont des réacteurs à eau pressurisée chinois de troisième génération Hualong-1 de 1 017 MW chacun, fourni par China National Nuclear Corporation. Elles sont en service (1re connexion au réseau) depuis le 18 mars 2021 pour la tranche 2 et le 4 mars 2022 pour la 3.